# Joey Lawrence
Joseph "Joey" Lawrence, född 20 april, 1976 i Philadelphia, Pennsylvania som Joseph Lawrence Mignogna, Jr., är en amerikansk skådespelare, sångare, och TV-programledare.
Han är känd för sina roller i TV-serier, till exempel Joey Donovan i Gimme a Break! (1981–1987), Joseph "Joey" Russo i Blossom (1990–1995), och Joseph "Joe" Longo i Melissa & Joey (2010–2015). Så gjorde han också rösten till Oliver i Oliver & Gänget.

## Filmografi i urval
- 1981–1987 - Gimme a Break!
- 1985 - Livet på en sandstrand
- 1988 - Oliver & gänget (röst)
- 1990-1995 - Blossom
- 1993 - Härlige Harry
- 1994 - Radioland Murders
- 1995 - Janne Långben – The Movie (röst)
- 1995–1997 - Brotherly Love
- 2002–2003 - Drömmarnas tid
- 2007 - CSI: New York
- 2010-2015 - Melissa & Joey